# 三重県道705号大淀東黒部松阪線
三重県道705号大淀東黒部松阪線（みえけんどう705ごう おおよどひがしくろべまつさかせん）は三重県多気郡明和町から同県松阪市に至る一般県道である。国道23号南勢バイパスと伊勢湾岸の中間を通る道路である。

## 概要

### 路線データ
- 起点：多気郡明和町大字山大淀字南裏3067番地先[2]
- 終点：松阪市幸生町字里525番地先[2]（幸生町交差点）
- 実延長：12.149km
- 路線認定：1959年（昭和34年）1月25日[1]
- 幅員：3 - 13m[3]

## 路線状況

### 重複区間
- 三重県道777号松阪伊勢自転車道線：多気郡明和町大淀 - 多気郡明和町南藤原、松阪市松名瀬町（松名瀬橋東詰交差点） - 松阪市西黒部町（西黒部小北交差点）
- 国道23号（南勢バイパス）：松阪市西黒部町（西黒部町1交差点） - 松阪市高町（高町交差点）

### 主な道路構造物
八木戸橋
多気郡明和町山大淀と同町八木戸を結ぶ、笹笛川に架かる橋梁。2008年度（平成20年度）にこの橋梁にて三重県が測定した河川水から環境基準値（年平均1pg-TEQ/L）を上回る1.175pg-TEQ/Lのダイオキシン類が検出された。なお、2006年（平成18年）10月4日に実施した水質検査ではpH 6.7、BOD 1.1、SS 18.0、DO 5.2であった。
下御糸橋（しもみいとばし）
多気郡明和町浜田と同町南藤原を結ぶ、祓川（はらいがわ）に架かる橋梁。この橋梁にて2006年（平成18年）10月4日に測定した河川水の水質検査ではpH 7.1、BOD 0.6、SS 11.0、DO 8.2であった。
松名瀬橋
松阪市松名瀬町と櫛田川の中州である同市松名瀬町中村を結ぶ、櫛田川に架かる橋梁。伊勢湾台風の際には橋梁が破損した。
新松名瀬橋
松阪市松名瀬町中村と同市西黒部町を結ぶ、櫛田川に架かる橋梁。2007年（平成19年）に環境省が伊勢湾岸の漂着ゴミについて調査するために、GPSを付けた生分解性プラスチック製のペットボトルをこの橋梁から放流した。
勢々川橋
松阪市西黒部町にある勢々川に架かる橋梁。

### 利用状況
平日12時間交通量
| 地点             | 交通量  |
| 多気郡明和町中村 | 1,106台 |

## 地理

### 通過する自治体
- 三重県
  - 多気郡明和町 - 松阪市

### 接続する道路
- 三重県道510号大淀港斎明線：起点
- 三重県道707号南藤原竹川線：多気郡明和町南藤原
- 三重県道706号東黒部早馬瀬線：松阪市東黒部町
- 国道23号（南勢バイパス）：松阪市西黒部町（西黒部町1交差点）、松阪市高町（高町交差点）
- 国道42号（松阪多気バイパス）：松阪市西黒部町（西黒部町1交差点）
- 三重県道60号伊勢松阪線：終点

### 沿線
起点から八木戸橋までは畑作地帯であるが、八木戸橋以西は水田が広がる。
- JA多気郡 大淀支店
- 明和町立大淀小学校
- 大淀海岸海水浴場
- 神福寺
- 二十五柱神社
- 松阪市役所 東黒部地区市民センター
- 松阪市立東黒部小学校
- 東黒部郵便局
- 大西病院
- 松名瀬神社
- 松阪市立西黒部小学校
- 名古須川

## 参考資料
- 『県別マップル24 三重県道路地図』昭文社、2009年3版1刷発行、ISBN 978-4-398-62474-1 、92pp.（11,51,52,54ページを参照）
- 国土地理院『5万分の1地形図 松阪』平成21年5月1日発行